# The Outlaw Josey Wales
The Outlaw Josey Wales (en Hispanoamérica, El fugitivo Josey Wales; en España, El fuera de la ley) es una película estadounidense de wéstern de 1976, dirigida y protagonizada por Clint Eastwood. Fue escrita por Philip Kaufman y Sonia Chernus, y basada en la novela El forajido rebelde: Josey Wales, de Forrest Carter. La película está considerada como un «wéstern revisionista», en cuanto toma como héroe a un rebelde confederado; el propio Eastwood la consideraba ante todo como un film «antibélico».
Las peripecias de Josey Wales están inspiradas en la vida real de un famoso bushwhacker llamado Bill Wilson, héroe de la cultura popular en los condados de Phelps y Maries en el estado de Misuri. Efectivamente, Wilson mantuvo una actitud neutral al comienzo de la Guerra de Secesión, hasta que, tras un enfrentamiento con soldados de la Unión en su granja, se convirtió en un renombrado forajido, antes de huir a Texas. Jerry Fielding compuso la banda sonora para la película, que luego fue candidata al Óscar a la mejor música original en 1977.

## Argumento
La película comienza el 23 de septiembre de 1861 en Misuri, durante los primeros meses de la Guerra de Secesión. Josey Wales, un pacífico granjero, ve cómo su familia es brutalmente asesinada en el incendio de su granja por los «botas rojas», un grupo de jayhawkers, partisanos unionistas de Kansas, que realizaban una razzia sobre la población (episodio histórico). Abandonado por los atacantes, que lo dan por muerto, Josey consigue recuperarse, pero queda con una cicatriz en el rostro, debido al sablazo que le propinó uno de los partisanos y líder de ellos, llamado Terrill.
Tras recobrarse, Josey se une a un grupo de las guerrillas confederadas denominadas bushwhackers, lideradas por "Bloody Bill" Anderson, que pasaban por el lugar. Con el fin de la guerra, en la que Anderson muere, sus camaradas son persuadidos por su nuevo líder, el Capitán Fletcher, a rendirse con la promesa de una amnistía, pero son traicionados y asesinados por los mismos «botas rojas» a espaldas de Fletcher, que ahora son soldados del ejército regular de la Unión, habiéndose convertido Terrill en su capitán.
Josey, que había rechazado rendirse para continuar su venganza contra los asesinos de su familia, presencia el fusilamiento de sus compañeros e interviene abatiendo a varios «botas rojas» con una ametralladora Gatling, pero acaba teniendo que huir, con su cabeza puesta a precio por el ejército y teniendo como perseguidores a Terrill y Fletcher, que ahora no tiene más elección que perseguirlo. Comienza así una vida en la que, a la vez que huye del ejército y los cazarrecompensas, sigue persiguiendo la venganza y trata de buscar un nuevo comienzo en Texas. En el camino se une a él, a su pesar, un heterogéneo grupo de compañeros de viaje, que incluye un astuto anciano cherokee llamado Lone Waitie, una joven navajo llamada Pequeño Rayo de Luna y la abuela Sara, una anciana yanqui de Kansas, con Laura Lee, su nieta, que Wales rescata de una banda de Comancheros. Además de los soldados y los cazadores de recompensas,  Wales entra en conflicto con los comanches, guiados por el guerrero «Diez Osos» y hace paz con ellos dándole a ese grupo un nuevo hogar y granja allí.
En el enfrentamiento final, Wales se enfrenta a un grupo de «botas rojas» que lo encuentran y le atacan allí, pero son sistemáticamente vencidos por él y los demás, que le ayudan en agradecimiento por todo lo que ha hecho por ellos. Tras quedarse sin municiones, Wales persigue a caballo al último enemigo vivo, su líder Terrill, el máximo autor de la masacre de su familia. Le da alcance y se produce así un duelo singular, en el que se revive el asesinato de su familia y el sablazo que recibió Wales por parte de Terrill y en la que Terrill es obligado por Wales a recordar lo que le hizo, al dispararle a la cara sin munición con sus pistolas sin que Terrill pueda saberlo. En ese duelo Wales mata al final a Terrill con su propio sable en defensa propia, cuando, aun así, Terrill, armado sólo con su sable y sabiendo que Wales estaba desarmado, intentó después matarlo otra vez con su sable. La muerte de Terrill causa una catarsis en Wales, que abandona luego en paz el lugar.
Más tarde, Wales, herido por el enfrentamiento, se encuentra con rangers de Texas y el Capitán Fletcher, que han llegado al lugar en su persecución. Unos lugareños, a quienes Wales también ayudó con sus acciones, cuentan a los perseguidores la mentira de que Wales murió a manos de unos pistoleros en México, para protegerlo. Los rangers aceptan esta versión y ponen fin a la persecución; no así Fletcher, que, fingiendo no reconocer a Wales, le ofrece a Wales encubrirlo a cambio de dejar las cosas como están, ofreciéndole además disculpas por lo ocurrido. Wales acepta la oferta y las disculpas, reconociendo además el daño que la guerra ha causado a todos. Fletcher, satisfecho por la contestación de Wales, se marcha y Josey Wales, que ahora vive bajo el nombre de Josey Wilson, regresa a su nuevo hogar a salvo y en paz.

## Elenco
- Clint Eastwood como Josey Wales
- Chief Dan George como Lone Watie
- Sondra Locke como Laura Lee
- Bill McKinney como Terrill
- John Vernon como Fletcher
- Paula Trueman como Abuela Sarah
- Sam Bottoms como Jamie
- Geraldine Keams como Pequeño Rayo de Luna
- Woodrow Parfrey como un vendedor
- Joyce Jameson como Rose
- Sheb Wooley como Travis Cobb
- Royal Dano como Ten Spot
- Matt Clark como Kelly
- Will Sampson como Diez Osos
- John Quade como el líder de los comancheros
- Richard Farnsworth como un comanchero
- Kyle Eastwood como el hijo de Josey
- Len Lesser como Abe
- Doug McGrath como Lige
- John Russell como "Bloody Bill" Anderson
- John Chandler como un cazador de recompensas

## Producción
En un principio la película iba a ser dirigida por Philip Kaufman, autor principal del guion, pero al comenzar el rodaje diferencias artísticas y personales con Eastwood condujeron a que este decidiera despedirlo y hacerse cargo él de la dirección. Esto, a su vez, provocó un conflicto con el Sindicato de Directores de Estados Unidos, que impuso una multa a las productoras y aprobó una nueva normativa para aumentar en lo sucesivo la cuantía de las sanciones cuando un productor despidiera a un director para reemplazarlo por sí mismo.
La producción cinematográfica fue rodada en localizaciones naturales de Utah, Arizona y California. En ella Sondra Locke, futura compañera sentimental de Clint Eastwood, aparece por primera vez en una de sus películas. En la película también aparece el hijo de Eastwood, Kyle, entonces de siete años de edad.

## Recepción
La película fue un éxito de taquilla. Fue el mejor wéstern dirigido por Clint Eastwood (con la excepción de la oscarizada Unforgiven). Cuando Clint Eastwood reemplazó al director inicial, la prensa vaticinó entonces el desastre de la película en su estreno, pero la estrella les demostró que estaban completamente equivocados, ganándose a través de esta película por primera vez su respeto como director y ofreciendo, además, en esta película una de las mejores interpretaciones de su carrera como actor.
Esta película recibió una gran cantidad de elogios entre los espectadores americanos nativos debido a su representación no estereotipada de los nativos americanos. La película, a causa del éxito, tuvo más tarde una secuela realizada en 1986 y titulada The Return of Josey Wales, con Michael Parks en el papel principal de Josey Wales, quien a su vez fue el director de la entrega.

## Premios y nominaciones
- 1977: Premios Óscar: Una nominación (Mejor música)
- 1996: National Film Registry (Ganador)
- 2011: Premios Saturn: Una nominación (Mejor colección en DVD)